# Chandra Sturrup
Chandra Lavon (Chandra) Sturrup (Nassau, 12 september 1971) is een Bahamaanse sprintster, die sinds de jaren negentig tot de wereldtop op de 100 m en de 200 m behoort. Haar grootste successen behaalde ze op de 4 x 100 m estafette. In deze discipline werd ze olympisch kampioene en wereldkampioene. In totaal nam ze vijfmaal deel aan de Olympische Spelen, waarbij ze twee medailles won (goud en zilver).

## Loopbaan
Voordat ze overstapte op de sprint, deed Sturrup aan volleybal en verspringen. Haar eerste succes behaalde ze in 1988 met het winnen van de 100 m op de Centraal-Amerikaanse en Caraïbische jeugdkampioenschappen. Met een tijd van 11,96 s versloeg ze de Jamaicaanse atletes Orlene McIntosh (zilver; 12,03) en Cheryl-Ann Phillips (brons; 12,15). Op de 200 m veroverde tijdens diezelfde kampioenschappen een zilveren medaille.
Bij haar olympisch debuut op de Olympische Spelen van 1996 in Atlanta won Chandra Sturrup met haar teamgenotes Eldece Clarke, Sevatheda Fynes en Pauline Davis een zilveren medaille op de 4 x 100 m estafette. Individueel behaalde ze op de 100 m een vierde plaats in 11,00 en een zesde plaats op de 200 m in 22,54. Vier jaar later wist ze op de Spelen van Sydney dit te verbeteren naar goud met haar teamgenotes Sevatheda Fynes, Pauline Davis en Debbie Ferguson.
Haar grootste individuele prestatie leverde Sturrup in 1998 met het winnen van de 100 m op de Gemenebestspelen in Kuala Lumpur. Met een tijd van 11,06 versloeg ze de Canadese Philomena Mensah (zilver; 11,19) en de Australische Tania van Heer (brons; 11,29).
In 2003 won Sturrup op de wereldkampioenschappen van 2003 in Parijs een bronzen medaille op de 100 m. Haar persoonlijk record van 10,84 liep ze in 2005 en werd hiermee ook een medaillefavoriet op de WK in Helsinki. Met een finishtijd van 11,09 viste ze met een vierde plaats echter net achter de medailles.
Op de Olympische Spelen van 2012 in Londen kwam ze uit op de 4 x 100 m estafette. Ze sneuvelde hierbij in de kwalificatieronde met een tijd van 43,07.

## Titels
- Olympisch kampioene 4 x 100 m estafette - 2000
- Wereldkampioene 4 x 100 m estafette - 1999
- Wereldindoorkampioene 60 m - 2001
- Pan-Amerikaanse Spelen kampioene 100 m  - 1999
- Centraal Amerikaanse en Caribische Spelen kampioene 100 m - 1998
- Centraal-Amerikaans en Caribisch kampioene 100 m - 2005
- Gemenebestkampioene 100 m - 1998
- Bahamaans kampioene 100 m - 2000, 2003, 2005, 2010
- Centraal-Amerikaans en Caribisch jeugdkampioene 100 m - 1988

## Persoonlijke records
Outdoor
| Onderdeel   | Prestatie | Datum        | Plaats   |
| ----------- | --------- | ------------ | -------- |
| 100 m       | 10,84 s   | 5 juli 2005  | Lausanne |
| 200 m       | 22,33 s   | 15 juli 1996 | Nassau   |
| verspringen | 6,70 m    | 17 juni 2000 | Raleigh  |

Indoor
| Onderdeel   | Prestatie | Datum            | Plaats   |
| ----------- | --------- | ---------------- | -------- |
| 50 m        | 6,25 s    | 10 februari 2009 | Liévin   |
| 60 m        | 7,05 s    | 11 maart 2001    | Lissabon |
| 200 m       | 23,29 s   | 8 februari 1997  | Maebashi |
| verspringen | 6,43 m    | 9 februari 1995  |          |

## Palmares

### 60 m
- 1997:  WK indoor - 7,15 s
- 2001:  WK indoor - 7,05 s
- 2010: 5e WK indoor - 7,16 s (na DQ Jones-Ferrette)
- 2012: 5e WK indoor - 7,19 s

### 100 m
- 1988:  Centraal-Amerikaanse en Caribische jeugdkamp. - 11,96 s
- 1990:  Centraal-Amerikaanse en Caribische jeugdkamp. - 11,89 s
- 1990:  Carifta Games U20 - 11,84 s
- 1993:  Centraal-Amerikaanse en Caribische Spelen - 11,89 s
- 1996: 4e OS - 11,00 s
- 1998:  Centraal-Amerikaanse en Caribische Spelen - 11,14 s
- 1998:  Wereldbeker - 10,97 s
- 1998:  Gemenebestspelen - 11,06 s
- 1998: 5e Grand Prix Finale - 11,19 s
- 1999: 7e WK - 11,06 s
- 1999:  Pan-Amerikaanse Spelen - 11,10 s
- 2000: 5e OS - 11,21 s
- 2000: 5e Grand Prix Finale - 11,40 s
- 2001: 4e WK indoor - 11,02 s
- 2001:  Goodwill Games - 11,13 s
- 2001:  WK - 11,02 s
- 2003:  WK - 11,02 s
- 2003: 4e Wereldatletiekfinale - 11,12 s
- 2005:  Centraal-Amerikaanse en Caribische kamp. - 11,02 s
- 2005: 4e WK - 11,09 s
- 2005: 4e Wereldatletiekfinale - 11,07 s
- 2009:  FBK Games - 11,18 s
- 2009: 7e WK - 11,05 s

Golden League-overwinningen
- 2000: Golden Gala – 11,10 s
- 2001: Weltklasse Zürich – 10,99 s
- 2001: Memorial Van Damme – 10,95 s
- 2003: Bislett Games – 10,96 s
- 2003: Meeting Gaz de France – 11,01 s
- 2003: Golden Gala – 10,89 s

Diamond League-podiumplekken
- 2010:  Shanghai Golden Grand Prix – 11,38 s
- 2010:  Golden Gala – 11,14 s
- 2010:  Athletissima – 11,18 s

### 200 m
- 1988:  Carifta Games U20 - 24,6 s
- 1988:  Centraal-Amerikaanse en Caribische jeugdkamp. - 24,27 s
- 1989:  Carifta Games U20 - 24,1 s
- 1990:  Carifta Games U20 - 24,15 s
- 1996: 6e OS - 22,54 s
- 2000: 6e WJK - 23,81 s

### 4 x 100 m estafette
- 1988:  Centraal-Amerikaanse en Caribische jeugdkamp. - 46,77 s
- 1989:  Centraal-Amerikaans en Caribische kamp. - 46,50 s
- 1990:  Centraal-Amerikaanse en Caribische jeugdkamp. - 47,44 s
- 1993:  Centraal-Amerikaans en Caribische kamp. - 44,28 s
- 1996:  OS - 42,14 s
- 1997:  Centraal-Amerikaans en Caribische kamp. - 44,00 s
- 1998:  Wereldbeker - 42,44 s
- 1999:  WK - 41,92 s
- 2000:  OS - 41,95 s
- 2005:  Centraal-Amerikaans en Caribische kamp. - 43,48 s
- 2008:  Centraal-Amerikaans en Caribische kamp. - 44,03 s
- 2009:  WK - 42,29 s
- 2012: 6e in serie OS - 43,07 s

### 4 x 400 m estafette
- 1990:  Centraal-Amerikaanse en Caribische jeugdkamp.

1928: Rosenfeld, Smith, Bell, Cook ·
1932: Carew, Furtsch, Rogers, Von Bremen ·
1936: Bland, Rogers, Robinson, Stephens ·
1948: Stad-de Jong, Witziers-Timmer, van der Kade-Koudijs, Blankers-Koen ·
1952: Faggs, Jones, Moreau, Hardy ·
1956: Strickland, Croker, Mellor, Cuthbert ·
1960: Hudson, Williams, Jones, Rudolph ·
1964: Ciepły, Kirszenstein, Górecka, Kłobukowska ·
1968: Ferrell, Bailes, Netter, Tyus ·
1972: Krause, Mickler-Becker, Richter, Rosendahl ·
1976: Oelsner, Stecher, Bodendorf, Eckert ·
1980: Müller, Wöckel, Auerswald, Göhr ·
1984: Brown, Bolden, Cheeseborough, Ashford ·
1988: Brown, Echols, Griffith-Joyner, Ashford ·
1992: Ashford, Jones, Guidry, Torrence ·
1996: Devers, Miller, Gaines, Torrence ·
2000: Fynes, Sturrup, Davis, Ferguson ·
2004: Lawrence, Simpson, Bailey, Campbell ·
2008: Borlée, Mariën, Ouédraogo, Gevaert ·
2012: Madison, Felix, Knight, Jeter ·
2016: Madison, Felix, Gardner, Bowie ·
2020: Williams, Thompson-Herah, Fraser-Pryce, Jackson ·
2024: Jefferson, Terry, Thomas, Richardson
1983 Gladisch, Koch, Auerswald, Göhr · 
1987 Brown, Williams, Griffith-Joyner, Marshall · 
1991 Duhaney, Cuthbert, McDonald, Ottey · 
1993 Bogoslovskaja, Maltsjoegina, Voronova, Privalova · 
1995 Mondie-Milner, Guidry-White, Gaines, Torrence · 
1997 Gaines, Jones, Miller, Devers · 
1999 Fynes, Sturrup, Davis-Thompson, Ferguson · 
2001 Paschke, G. Rockmeier, B. Rockmeier, Wagner · 
2003 Girard, Hurtis-Houairi, Félix, Arron · 
2005 Daigle, Lee, Barber, Williams · 
2007 Williams, Felix, Barber, Edwards · 
2009 Facey, Fraser, Bailey, Stewart · 
2011 Knight, Felix, Myers, Jeter · 
2013 Russell, Stewart, Calvert, Fraser-Pryce · 
2015 Campbell-Brown, Morrison, Thompson, Fraser-Pryce · 
2017 Brown, Felix, Akinosun, Bowie · 
2019 Whyte, Fraser-Pryce, Smith, Jackson · 
2022 Jefferson, Steiner, Prandini, Terry · 
2023 Davis, Terry, Thomas, Richardson